# Michail Nikolajewitsch Gernet

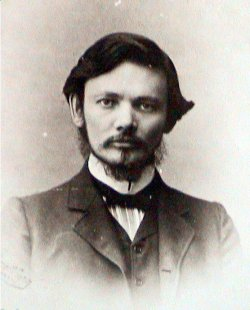
Michail Gernet

Michail Nikolajewitsch Gernet (russisch Михаил Николаевич Гернет, wiss. Transliteration Michail Nikolaevič Gernet; geb. 12. Juli 1874 in Ardatow (Mordwinien); gest. 16. Januar 1953) war ein russischer und sowjetischer Kriminologe und Rechtshistoriker, der als Begründer der soziologischen Kriminologie in Russland gilt, wobei er bibliographische Sammlungen auf dem Gebiet der Geschichte des Strafrechts, der Statistik und der Kriminalistik zusammenstellte. Er schrieb eine fünfbändige Geschichte des zaristischen Strafrechts und der Gefängnisse des Russischen Kaiserreichs, die als Klassiker gilt.

## Leben
Gernet wurde 1874 in Ardatow in Mordwinien geboren. Sein Vater war im Gefängnis der Festung Schlüsselburg als Komplize von Dmitri Karakosow bei dem versuchten Attentat auf Zar Alexander II. am 4. April 1866 inhaftiert, nach seiner Entlassung aus Schlüsselburg wurde dieser für einige Zeit nach Wologda im Nordosten Russlands verbannt. Michail Gernet lehrte ab 1897 Rechtswissenschaften an der Staatlichen Universität Moskau, wo er sich insbesondere gegen die Todesstrafe aussprach und das Konzept der Resozialisierung in die russische Strafrechtswissenschaft einführte. Im Jahr 1911 trat er eine Stelle am Psychoneurologischen Institut in Moskau an. Nach der Russischen Revolution war er ab 1919 Leiter des Lehrstuhls für Strafrecht an der Moskauer Universität, wo er an den stalinistischen Rechtskodifikationen der 1930er Jahre mitwirkte und eine klassenspezifische Theorie des Rechts und des Verbrechens entwickelte, die unter anderem Michail Reissner beeinflusste.
Die Mathematikerin Nadeschda Nikolajewna Gernet war seine jüngere Schwester.

## Hauptwerk
Sein Hauptwerk ist die Geschichte der zaristischen Gefängnisse (Istorija zarskoi tjurmy) in fünf Bänden, wobei der Zeitraum von 1762 bis 1917 abgehandelt wird. Dabei handelt es sich um die umfassendste Studie über zaristische Gefängnisse, die je aus der Feder russischer vorrevolutionärer und sowjetischer Gelehrter stammt. Gernet arbeitete mehrere Jahrzehnte lang an der Erforschung der Geschichte der zaristischen Gefängnisse. Er sammelte, systematisierte und stellte eine große Menge an Faktenmaterial zur Geschichte der zaristischen Gefängnisse zusammen (aus fast zwei Jahrhunderten vor der Oktoberrevolution), das von den zaristischen Behörden sorgfältig vor neugierigen Blicken geschützt wurde. Das Werk beginnt mit dem Jahr 1762 im ersten Band, Band 5 schließlich umfasst den Zeitraum von 1905 bis 1917 und ist zwei Gefängnissen für Schwerstarbeit gewidmet: dem Gefängnis von Schlüsselburg, das als „Staatsgefängnis“ (Государственная тюрьма) errichtet wurde, und dem Zentralgefängnis von Orjol. Das Werk enthält auch Informationen über Klostergefängnisse. Die Ausgabe, die Anfang der 1960er Jahre im Staatlichen Verlag für juristische Literatur in Moskau erschien, wurde unter einem Redaktionsausschuss erstellt, dem die Mitglieder A. A. Gerzenson, F. N. Petrow und S. A. Pokrowsk angehörten.

## Publikationen
russisch
- Soziale Faktoren der Kriminalität (1905)
- Soziale Ursachen des Verbrechens (1906)
- Kindstötung: eine soziologische und rechtsvergleichende Studie (1911)
- Die Todesstrafe (1913)
- Kriminalität und ihre Bekämpfung im Zusammenhang mit der Entwicklung der Gesellschaft (1916)
- Moralische Statistik (1922)
- (Hrsg.) Die kriminelle Welt Moskaus: Eine Sammlung von Artikeln (1924)
- Im Gefängnis. Aufsätze zur Gefängnispsychologie (1925)
- Kriminalität und Selbstmord während des Krieges und in der Nachkriegszeit (1927)
- Kriminalität im Ausland und in der UdSSR (1931)
- Nazi-Verbrechen gegen die Menschlichkeit (1946)
- Geschichte des zaristischen Gefängnisses (Bd. 1–5, 1951–56)